# Cultura de Mali
La cultura de Malí tiene connotaciones particulares: aunque aproximadamente el 90% de los malianos son sunitas, no han excluido a los animistas, creencia y práctica religiosa tradicional. Los cristianos son cerca del 1% de la población, porque durante la época colonial los franceses enviaron misioneros.
Se hablan varias lenguas, bambara, peul, senufo, soninké, songhai y dogón, además del francés que es el idioma oficial.

## Enseñanza
La instrucción en francés, la lengua colonial, es baja y se concentra en las áreas urbanas. Sin embargo, cerca de 60% de la población sabe leer y escribir, aunque no necesariamente en francés: muchos lo hacen en bambara, la lengua mayoritaria, que tiene su propio alfabeto conocido como N'Ko. Los musulmanes tienen su propio sistema educativo en las madrazas, impartiendo incluso el equivalente a la estudios doctorales. Una de las universidades más antiguas del mundo es la de Sankore, en Tombuctú, creada en el siglo XV.

## Museos
El Museo Nacional de Malí (en francés: Musée national du Mali) es un museo arqueológico y antropológico situado en Bamako, la capital de Malí. Presenta una colección permanente y exposiciones temporales sobre la prehistoria de Malí, así como los instrumentos musicales, vestidos, y objetos rituales asociados a los distintos grupos étnicos de Malí. Según sus estatutos, su finalidad es «promover la unidad nacional y destacar la cultura tradicional».

## Literatura
Los djelis ejercen una la función de poetas, y transmiten la historia del país y de sus hombres desde generaciones atrás. Bakary Soumano, jefe de los djelis de Malí entre 1994 y 2003 ha contribuido a rehabilitar las funciones del djeli en la sociedad moderna. Otra de las obras transmitida oralmente es el Kouroukan Fouga, la antigua constitución imperial que es, además de un compendio legal, una doctrina social.
Entre los actuales escritores malenses destacan Amadou Hampâté Bâ, Massa Makan Diabaté, Alpha Mandé Diarra, Moussa Konaté e Ibrahima Aya.

## Música

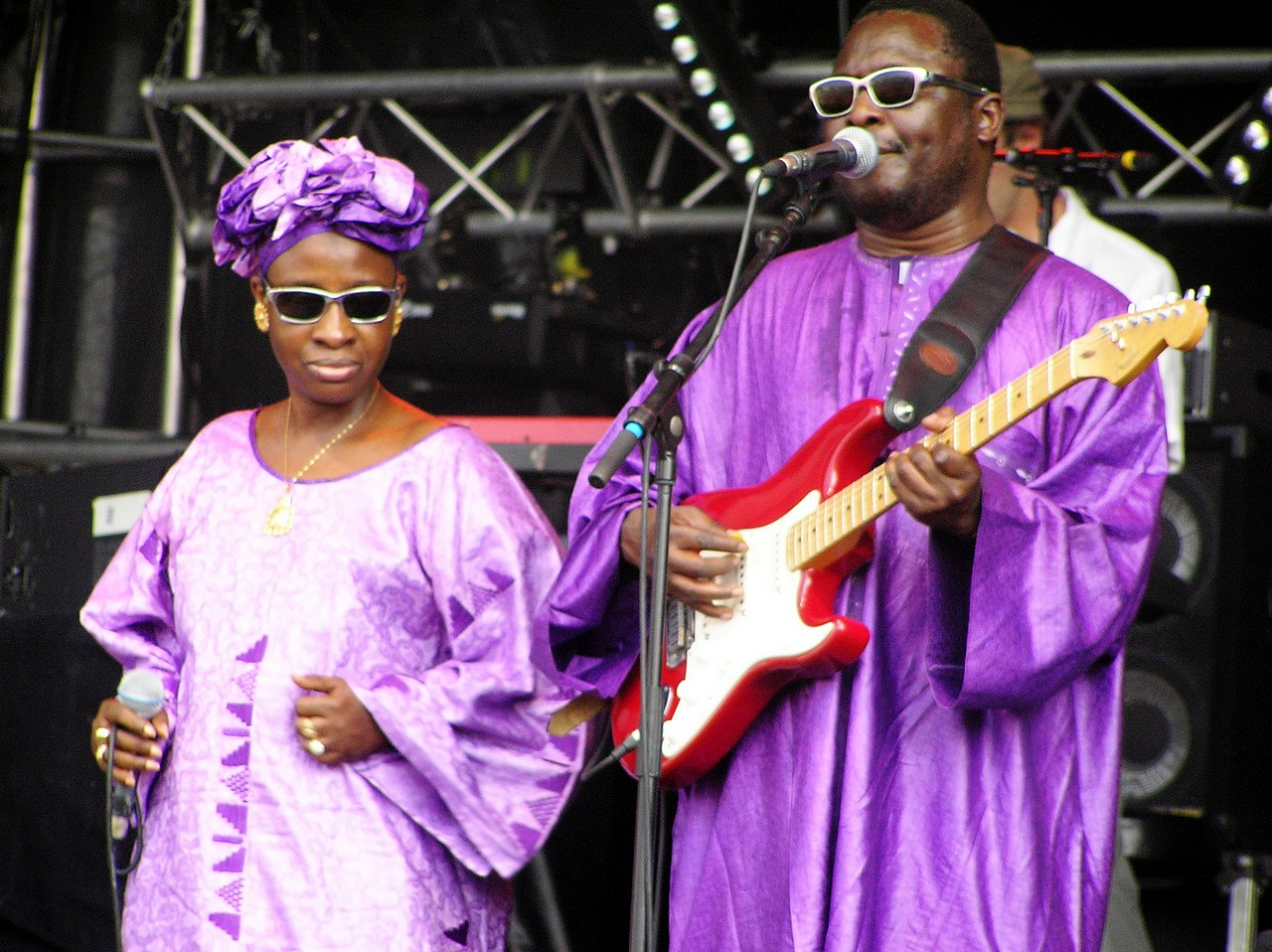
Amadou & Mariam de Bamako.

La música de Malí está dominada por las formas derivadas del antiguo imperio manden. Los mandingas son la mayoría de la población, y los djelis han producido una música popular además de mantener la tradicional. También hay influencias de los centenares de grupos étnicos que rodean Malí, así como formas musicales moras y europeas. Fuera de Malí lo más conocido es la kora, una especie de arpa construida a partir de una calabaza, dada a conocer por Toumani Diabaté. Otros intérpretes son Ali Farka Touré, Habib Koité, Boubacar Traoré y Salif Keïta.
Dentro del grupo étnico tuareg en la región desértica del norte, destacan Tamikrest y Tinariwen de Kidal.

## Teatro
Entre los bambaras se practica una forma de teatro tradicional denominado koteba. Cada año, después de la recogida de la cosecha, los campesinos se reúnen en una fiesta donde se mezclan las danzas, los cantos y el teatro cómico. A través de sainetes, se burla de los campesinos y de su trabajo sin nombrar a nadie para no herir susceptibilidades. El koteba ayuda a preservar la unidad del pueblo.
Inspirándose en el koteba, grupos teatrales hacen giras por los pueblos con el fin de hacer llegar, a través de los sainetes, mensajes sobre la salud (la prevención del sida, vacunación) o sobre la protección del medio ambiente.
Algunos ritos están muy vinculados a la expresión teatral, en particular distintos acontecimientos de la vida como matrimonios, bautizos o iniciaciones. La sacralización permite dar al acontecimiento un carácter más solemne, pero el teatro consagrado se basa más en la participación que en la distracción.
El teatro moderno existe también, sobre todo en las grandes ciudades. Tiene poca consideración social para los actores, y sufre por la falta de adaptación a las lenguas locales.
El teatro de calle tiene por objeto hacer el puente entre el teatro tradicional popular y el teatro moderno, simbolizado por el Festival del Teatro de las Realidades. Tiene lugar cada dos años (en los años pares) y busca tanto la calidad como la cantidad, organizando actividades en distintas regiones de Malí y los países vecinos. El festival fue creado por Adama Traoré, actor, director y profesor de arte dramático del Instituto Nacional de las Artes de Bamako. 
Entre los autores teatrales se puede citar a Sada Sissoko, Falaba Issa Traoré y Adama Drabo.

## Cine
La película La vie sur terre de Abderrahman Sissako fue ganadora de varios premios en festivales internacionales, entre ellos los de Friburgo, Uagadugú o San Francisco. Entre los cineastas de renombre internacional también destacan Omar Sissoko y Suleyman Cissé.
Además de películas en bambara producidas en el país, en Malí se ha rodado Afrodita, el jardín de los perfumes, película argentina del director Pablo César.